# Selaginella burkei
Selaginella burkei är en mosslummerväxtart som beskrevs av Georg Hans Emmo Emo Wolfgang Hieronymus. Selaginella burkei ingår i släktet mosslumrar, och familjen mosslummerväxter. Utöver nominatformen finns också underarten S. b. louisiadensis.